# Министерство туризма Бразилии
Министерство туризма Бразилии отвечает за развитие туризма как самостоятельной экономической деятельности с точки зрения занятости и иностранной валюты, с целью обеспечения социальной интеграции.

## История
Министерство туризма было создано как отдельный портфель временным постановлением № 103 от 1 января 2003 года, впоследствии преобразованным в закон № 10683 от 28 мая 2003 года. Мероприятия министерства ранее проводились Министерством спорта и туризма.

## Подведомственные органы
- Национальный секретариат Программы развития туризма
- Национальный секретариат по разработке политики туризма